# Фітоестрогени
Фітоестрогени (Phytoestrogens) —  це різнорідна група природних нестероїдних рослинних сполук, які завдяки своїй структурі, подібної з естрадіолом, можуть викликати естрогенний та (або) антиестрогенний ефект. 

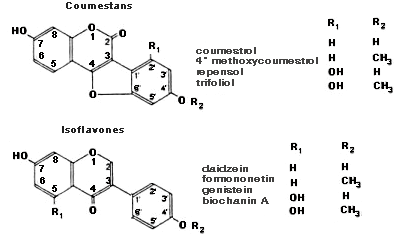
Зазвичай фітоестрогени знаходять в рослинах

Їх назва походить від  фіто = рослина та естроген = еструс (період тічки у самок ссавців) + ген = утворювати. 
Фітоестрогени були вперше виявлені  1926 року, але не було зрозуміло, чи можуть вони спричиняти певний ефект на 
метаболізм людини та тварин. 
Останнім часом відомо, що багато звичних харчових продуктів в різній кількості містять фітоестрогени.

## Продукти, що містять фітоестрогени
Злакові та бобові культури: пшениця, соя, насіння льону, овес, ячмінь, рис, люцерна, сочевиця. 
Овочі та фрукти: яблуко, морква, гранати. 
Напої: бурбон та пиво.

## Вплив фітоестрогенів на організм
Дослідження фахівців Університету Квін в Белфасті Північної Ірландії (Queen's University in Belfast) довели, що надлишок фітоестрогенів в організмі дитини може призвести до порушення репродуктивної функції у зрілому віці. Проте останнім часом доведено, що пов'язані з гіпотезою побоювання, що фітоестрогени можуть мати деякі властивості справжніх естрогенів або бути модуляторами естрогенових рецепторів в організмі людини, не мають під собою підстав. 
Клінічні дослідження ствердили, що приводів для подібних страхів немає. Роботи Бусінко з колегами (Businco et al., 1999) та Стромма з колегами (Stromm et al., 2001) підтвердили повну необґрунтованість подібних думок та тепер заяви про «репродуктивну небезпеку сої для дітей» можна зустріти лише в жовтій пресі та зрідка в неспеціалізованій та непрофесійній літературі. Дослідження маркерів статевого дозрівання немовлят, таких як густина кісткової тканини та метаболічні маркери, наочно показали відсутність гормональних ефектів при вживанні дітьми та дорослими соєвих продуктів. 
Вважається що фітоестрогени можуть запобігти раку простати у чоловіків.